# Brachygobius aggregatus
Brachygobius aggregatus és una espècie de peix de la família dels gòbids i de l'ordre dels perciformes.

## Morfologia
- Els mascles poden assolir 4,4 cm de longitud total.[4][5]

## Alimentació
Menja zooplàncton.

## Hàbitat
És un peix de clima tropical i demersal.

## Distribució geogràfica
Es troba a Àsia: des del riu Mekong a les Filipines.

## Observacions
És inofensiu per als humans.